# Mozzarella di bufala campana
La mozzarella di bufala campana est l'appellation d'origine d'un fromage à pâte filée élaboré en Campanie, et particulièrement dans les provinces de Caserte et de Salerne, dans le sud de Rome, et en partie dans les Pouilles et le Molise en Italie. Ce fromage est fait à partir de lait de bufflonnes. 
Depuis le 21 juin 1996, l'appellation d'origine mozzarella di bufala campana est commercialement préservée dans l'Union européenne par le label officiel AOP.
L'appellation mozzarella vient de l'opération dite de mozzatura, c'est-à-dire de séparation du caillé en petites boules. 
Les Italiens l'appellent aussi emphatiquement « regina della cucina mediterranea » (« reine de la cuisine méditerranéenne » en français) ou « oro bianco » (« or blanc » en français).

## Historique
La race de buffle (Bubalus bubalis) pour la fabrication de la mozzarella, est un bovidé originaire d'Asie, massif, à la robe sombre, un poil court et habitué à vivre dans les pays marécageux.

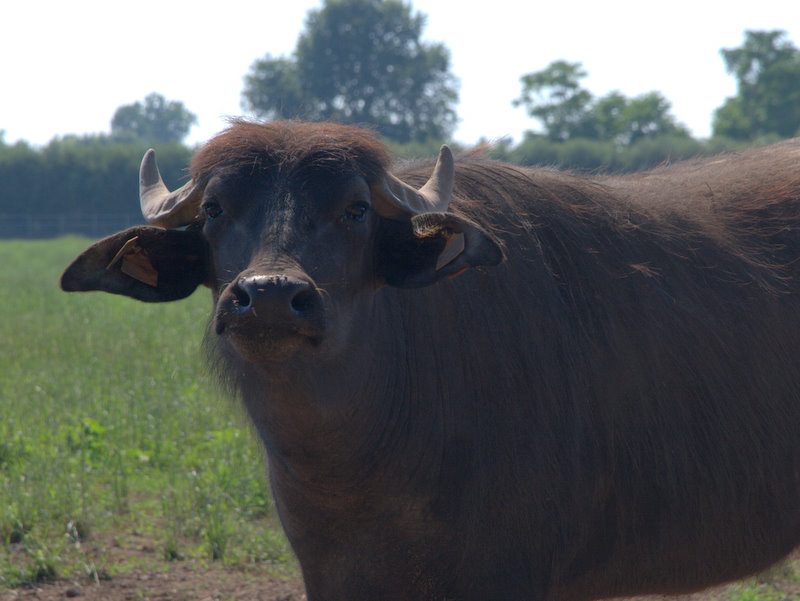
Bufflonne du Paestum

## Typologie
On peut citer la mozzarella d’Aversa ou piana del Volturno, pontine, piana del Sele. La famille Serra d'Aversa (CE) est reconnue pour la diffusion récente de la mozzarella. La mozzarella di bufala campana est en général en forme de boules, ou tressée, en particulier dans la plaine de Volturno. Une version fumée, différente du provolone existe. À Battipaglia, la zizzona di Battipaglia fait penser à un sein.

## Production du lait
La mozzarella n'est fabriquée qu'avec du lait de bufflonne de race italienne et élevée en semi-liberté.

## Transformation du lait
La coagulation du lait est obtenue à une température réchauffée à 33-36 °C avec des ferments naturels, prélevés dans la transformation précédente. On le fragmente ensuite en noix, qu'on laisse reposer pendant 5 heures, puis filés dans de l'eau chaude à 95 °C, jusqu'à obtenir la taille voulue. Ils sont ensuite conservés dans de la saumure.
La taille des fromages est variable, allant de la boule à la noisette de 10 g jusqu'à 1 kg. La croûte lisse, est d'une épaisseur d'un millimètre, doit rester d'une couleur blanche, proche de la porcelaine. La mozzarella présente un feuilletage léger et élastique, pendant les 10 premières heures qui suivent sa confection avant de devenir ensuite plus fondante.  
La saveur est caractéristique et ne peut pas se confondre avec les fromages à pâte filée de lait de vache comme le fior di latte par exemple. Une variante peut être fumée au feu de paille, la scamorza.

## Zone de production et transformation
Les zones de production et transformation sont :
- Province de Caserte, communes de : Aversa, Casal di Principe, Mondragone, Pastorano, Pignataro Maggiore, Francolise, Sparanise, Calvi Risorta, Sessa Aurunca, Cellole, Carinola, Falciano del Massico, Cancello ed Arnone, Grazzanise, Castel Volturno et Santa Maria la Fossa.
- Province de Salerne, communes de : Battipaglia, Eboli, Pontecagnano Faiano, Serre, Campagna, Altavilla Silentina, Albanella, Capaccio-Paestum, Bellizzi.

L’appellation d'origine mozzarella di bufala Campana ne peut être commercialement exploitée que selon certains critères enregistrés dans le cahier des charges de l'AOP comme la production du lait de bufflonnes élevées dans les communes suivantes :
 Campanie :
- Province de Caserte
- Province de Salerne
- Province de Bénévent : commune de Dugenta et Limatola
- Province de Naples : commune de  Acerra, Agerola, Giugliano in Campania, Naples, Pouzzoles, Qualiano, Vico Equense

 Latium :
- Province de  Frosinone : commune de Alatri, Amaseno, Castrocielo, Castro dei Volsci, Ceccano, Ceprano, Ferentino, Frosinone, Giuliano di Roma, Morolo, Pofi, Villa Santo Stefano
- Province de Latina : commune de  Aprilia, Cisterna di Latina, Fondi, Latina, Lenola, Maenza, Minturno, Monte San Biagio, Pontinia, Priverno, Prossedi, Roccagorga, Roccasecca dei Volsci, Sabaudia, San Felice Circeo, Sermoneta, Sezze, Sonnino, Sperlonga, Terracina
- Province de  Rome : commune d'Anzio, Ardea, Monterotondo, Nettuno, Pomezia, Rome

 Pouilles :
- Province de Foggia : commune de Manfredonia, San Giovanni Rotondo et Torremaggiore

 Molise :
- Province d'Isernia : commune de Venafro